# 大久保博 (作曲家)
大久保 博（おおくぼ ひろし、1970年〈昭和45年〉8月10日 - ）は、日本のサウンドクリエイター・作曲家・編曲家・DJ・プロデューサー。バンダイナムコ研究所 イノベーション戦略本部 本部長。茨城県出身。

## 経歴
1994年、ナムコ（現・バンダイナムコスタジオ）入社。ゲームサウンドクリエイターとしてリッジレーサーシリーズ、エースコンバットシリーズ、アイドルマスターシリーズ等、これまで数多くのサウンドデザインおよびトラックメイクを担当。
2019年、株式会社バンダイナムコ研究所設立に伴いイノベーション戦略本部の本部長に就任。

## 人物
サウンドディレクターを担当したR4 -RIDGE RACER TYPE 4では、N.Y.のハウスレーベル「BPM King Street Sound」とのコラボレーションを行い、ゲーム音楽の世界にハウスミュージックを取り入れる等、ハウスミュージックを愛する。個人名義でもDiverseSystemのハウスコンピレーション「AD:HOUSE」シリーズ、Hiroshi Watanabeの楽曲リミックス、「BPM King Street Sound」作品へのリミックス参加。2021年にオリジナルアルバム「Flowers,Birds,Wind and Moon / Hiroshi Okubo (nanosounds.jp) feat. SAK. 」をリリース。nanosounds.jpの主宰も務めている。
2000年にアルス・エレクトロニカ CGアニメーション部門でDistinctionを受賞した大場 康雄のCG作品『禅』で音楽を担当している。

## 使用機材
使用しているDAWは、Image-Line社のFL Studioで、バージョン2.8から使用している。

## 主な作品

### VIDEO GAME PARTICIPATION TITLES
[AD]＝Audio Director・[MC]＝Music Compose/Remix・[SD]＝SE Design・[VD]＝Visual Design
- Jリーグサッカー プライムゴールEX（1995年、PS、AC）[MC]
- リッジレーサーレボリューション（1995年、PS）[MC]
- レイジレーサー（1996年、PS）[SD]
- ポップンドライブ(1996/AM)[AD][MC][SD]
- 風のクロノア door to phantomile（1997年、PS）[MC]
- エースコンバット2（1997年、PS）[MC]
- R4 -RIDGE RACER TYPE 4-（1998年、PS）[AD][MC][SD]
- エースコンバット3 エレクトロスフィア（1999年、PS）[MC]
- 7〜モールモースの騎兵隊〜（2000年、PS2）SD][MC]
- パックンパーティー(2000/AM)[MC]
- ミスタードリラー (2000/GBC)[SD][VD]
- エースコンバット04 シャッタードスカイ（2001年、PS2）[MC]
- ミスタードリラーグレート(2001/PS)[VD]
- 鉄拳4（2002年、PS2）[MC]
- スタートリゴン (2002/AC) [MC]
- R:RACING EVOLUTION（2003年、PS2、XBOX、GC）[AD][MC][SD]
- ゼノサーガ フリークスことばのパズル ぜのぴったん（2004年、PS2）[MC]
- リッジレーサーズ（2004年、PSP）AD][MC][SD]
- ことばのパズル もじぴったん大辞典（2004年、PSP）[MC]
- エースコンバット5 ジ・アンサング・ウォー（2004年、PS2）[MC]
- 鉄拳5（2004年、AC、PS2）[MC]
- リッジレーサー6（2005年、X360）[AD][MC][SD]
- 僕の私の塊魂（2005年、PSP）[MC]
- 太鼓の達人 とびっきり!アニメスペシャル(2005/PS2)[MC]
- 雪月花3(2006/AM)[AD]
- 鉄拳 DARK RESURRECTION（2006年、PSP）[MC]
- エースコンバット・ゼロ ザ・ベルカン・ウォー（2006年、PS2）[MC]
- リッジレーサーズ2（2006年、PSP）[AD][MC][SD]
- リッジレーサー7（2006年、PS3）[AD][MC][SD]
- THE IDOLM@STER（2007年、X360）[MC]
- 花吹雪New(2007/AM)[AD]
- Jewella -ジュエラ- シリーズ(2007/AC)[AD][MC]
- エースコンバット6 解放への戦火（2007年、X360）[MC]
- ファミリースキー（2008年、Wii）[AD][MC][SD]
- ファミリースキー ワールドスキー&スノーボード（2008年、Wii）[AD][MC][SD]
- Eye mix -アイミク-(2010/AM)[AD]
- アンパンマンはどーこだ？(2010/AM)[MC]（楽曲コピー）
- パックマンチャンピオンシップエディションDX[AD][MC]
- リッジレーサー3D（2011年、ニンテンドー3DS）[AD][MC][SD]
- リッジレーサーアンバウンデッド(2012/PS3/X360/PC)[MC]
- マリオカート アーケードグランプリDX（2013年、AC）[MC]
- PLATINUM BALANCE(2014/AM)[AD]
- エースコンバット インフィニティ(2014/PS3)[MC]
- 大乱闘スマッシュブラザーズ for Wii U（2014年、Wii U）[MC]
- キャラクターコラボシールプリント機　charapot(2014/AM)[AD]
- MANIFIQ(2015/AM)[AD][MC]
- パックマンチャンピオンシップエディション2(2016/PS4/XOne/PC)[MC]
- パックマン チャンピオンシップ エディション2 プラス(2018/NS)[MC]
- 鉄拳７(2019/PS4/XOne/PC) [MC]
- エースコンバット7 スカイズ・アンノウン(2019/PS4/XOne/PC) [MC]
- 鉄拳７DLC Season4 (2019/PS4/XOne/PC) [MC]

OTHER MUSIC PRODUCTIONS (COMPOSE / REMIX)
- A.C.Revolution / ACE COMBAT 2 ORIGINAL SOUND INVITATION（非売品）
- That’s RALLY-X(NEW RALLY-X REMIX) / EXTRA-OFFICIAL COMPILATION
- Feeling Melodic / FM音源マニアックス
- FARDRAUT / XEVIOUS 30TH ANNIVERSARY TRIBUTE.
- スタ→トスタ→(双海亜美・真美) / THE IDOLM@STER MASTER ARTIST 06
- ゲンキトリッパー(高槻やよい) / THE IDOLM@STER MASTER SPECIAL 01
- Brand New Day! (我那覇響) / THE IDOLM@STER ANIM@TION MASTER 06
- アップルパイ・プリンセス(十時愛梨) / THE IDOLM@STER CINDERELLA MASTER 013
- キラメキラリ-おおくぼひろしRemix/THE IDOLM@STER TO D@NCE TO
- 2nd SIDE -雨あがり Remix/THE IDOLM@STER CINDERELLA GIRLS TO D@NCE TO
- TVアニメ「風雲維新ダイショーグン」OST 天下分け目の音絵巻（OST参加）
- ALL ABOUT LOVE (Ryo Masuda) / ALL ABOUT LOVE
- Disco Ball (RR 20th Anniv. Mix) / リッジレーサー 20TH アニバーサリーリミックス
- STIMULATION (Hiroshi Okubo Remix) / RAGE RACER Remix -THE 20TH ANNIV.SOUNDS-
- Movin’ In Circles (20th Anniv. Mix) / R4 -THE 20TH ANNIV. SOUNDS-
- Sky High ［Reborn］ /  maimai PLUS/SEGA [2013]
- Tic Tac DREAMIN’ (イロドリミドリ) /  CHUNITHM/SEGA [2017]
- Platinum White (Prod. Hiroshi Okubo) (歌：白金 煌(CV:小宮有紗)) / 電音部 [2022]

DJ MIX
- RIDGE RACERS 2 SPECIAL MEGAMIX / RIDGE RACERS2 予約特典
- RIDGE RACER 20th ANNIV. REMIX (Hiroshi Okubo DJ mix）
- 遊びの音vol.0

プロデュース/監修/アドバイザリ/テレビ出演
- 東映アニメ「京騒戯画第2弾」（音楽プロデューサー）
- オーディオプラグイン KORG Gadget KAMATA （開発プロデューサー）
- AIパフォーマンスシステム BanaDIVE AX （開発プロデューサー）
- トヨタ「シャア専用オーリスⅡ」（ジオニックトヨタ）車内音デザイン

## ディスコグラフィー
Hiroshi Okubo名義
- Flowers,Birds,Wind and Moon (2021)

## 講演
- CEDEC
  - 2006 「サウンドチームからのお願い」講演
  - 2007 「とりあえず受けたい授業（ゲームサウンド編）」講演
  - 2008 「ファミリースキー〜箱庭サウンド演出テクニック〜」講演
  - 2013 「アイドルキャラクター徹底支援!～ユーザーのハートをキャッチするキャラクターソングデザイン」講演
  - 2016 「ゲーム技術を業界外へ持ち出そう!～サウンド技術から切り開く新ビジネスへの挑戦事例」講演
  - 2020 「ゲーム開発技術が生み出す新しいライブ体験～DJミライ小町の開発事例」講演

## 出演

### テレビ
- Eテレ「メディアのめ（第2回）実感!音のちから」（監修・出演）[2]

### イベント
- LEGEND 〜 Game Music Club Event（2002年 麻布十番 LUNErS）
- EXTRA 〜 HYPER GAME MUSIC EVENT 2007 (2007年 新木場 STUDIO COAST）
- LINEAR （2004年 〜 2010年）
- 沖縄ゲームタクト2014（2014年 沖縄県浦添市てだこホール）
- Red Bull Music Academy Tokyo 2014【1UP: Cart Diggers Live】(2014年 渋谷WOMB)[3]
- 秋葉原重工 - Akihabara Heavy Industry Inc. Jingumae Branch #3 - Live the Life Remixes Release Tour FINAL（2023年06月24日 GALAXY 銀河系（Jingumae, Tokyo））